# التحول الورامي الغضروفي
داء التحول الورامي الغضروفي (بالإنجليزية: Metachondromatosis) مرض جيني جسمي مهيمن جزئي النفوذية يؤثر في نمو العظام ويؤدي إلى ظهور ناميات عظمية أساسًا في اليدين والقدمين وأورام غضروفية داخلية في كردوس العظام الطويلة والعرفين الحرقفيين. تؤثر هذه المتلازمة على العظام الأنبوبية على وجه الخصوص، لكنها قد تصيب الفقرات والمفاصل الصغيرة والعظام المسطحة. من المعتقد أن هذا المرض يؤثر على الإكسون 4 من المورثة PTPN11، وأنه يحدث نتيجة حذف الزوج القاعدي 11 ما يسبب طفرة انزياح الإطار وطفرةً لاغية. اكتُشف هذا المرض على يدي الطبيب الفرنسي بيير ماروتوكس وأطلقت عليه هذه التسمية عام 1971، إذ لاحظ وجود عائلتين بخصائص عظمية شعاعية مع أعران عظمية وداء أوليير. قادت مراقبة إحدى هذه العائلات التي تتضمن خمسة مصابين إلى تحديد النمط الوراثي الجسمي القاهر للمرض. هناك أقل من 40 حالةً مكتشفةً من المرض حتى الوقت الحالي.

## الأعراض والعلامات
يتحدد وجود داء التحول الغضروفي بوجود كل من الأورام الغضروفية والأورام الغضروفية العظمية المتعددة لدى المريض رغم وجود أعراض أخرى أقل نوعيةً تترافق مع المرض. تبرز هذه الأعراض عادةً في السنين العشر الأولى من الحياة وتختفي لاحقًا. تشمل أعراض المرض ما يلي:

### الورم الغضروفي الباطن
الأورام الغضروفية الباطنة أورام حميدة تظهر ضمن العظام. تشمل هذه التشكلات المرافقة للتحول الورامي الغضروفي العرفين الحرقفيين وكردوس العظام الطويلة ضمن القسم الداني من الفخذ غالبًا. لا تترافق هذه الأورام مع الألم عادةً، لكن قد يحدث التشوه العظمي عند ظهورها في اليدين أو القدمين أو عند تعدد الآفات كما في الحالات النموذجية.

### الأورام الغضروفية العظمية
هي أورام حميدة تتوضع على سطح العظام قرب صفائح النمو. تظهر غالبًا ضمن اليدين والقدمين، وتؤثر أساسًا على الأصابع. تميل هذه الأورام للهمود بعد العقد الأول أو الثاني من العمر. يمكن أن تسبب هذه الآفات الألم عند ضغطها على الأنسجة الحساسة أو الأعصاب. يمتاز التحول الورامي الغضروفي عن الأورام الغضروفية العديدة الموروثة بمناطق توضعه وعدم اختلاطه بقصر العظام.

### تشوه شكل المشاش
يمثل المشاش الجزء الانتهائي المدور من العظام. يكن أن تتعرض هذه النهاية للتشوه في داء التحول الورامي الغضروفي.

### تشوه شكل الكردوس
يشكل الكردوس الجزء العريض من العظام الطويلة، ويمكن أن يتعرض للتشوه أيضًا في هذا الداء.

### النخرة العظمية اللا وعائية
تُعرف النخرة اللا وعائية بموت النسيج العظمي نتيجة نقص التروية الدموية.

### الألم العظمي
يعاني المصابون بالورام العظمي غالبًا من الألم العظمي نتيجة تشوه شكل العظم.

### شلل الأعصاب القحفية
يمكن أن يؤثر شلل الأعصاب القحفية على الوظائف المتعلقة بهذه الأعصاب.

## التشخيص
غالبًا ما يصعب تشخيص التحول الورامي الغضروفي بسبب ندرة حدوثه. قد يعتمد التشخيص على الملاحظة السريرية والخصائص الشعاعية والقصة العائلية. يمكن كشف الأورام الغضروفية العظمية المتجهة نحو المفاصل في كردوس العظام الأنبوبية القصيرة مثل عظام اليدين والقدمين باستخدام الوسائل الشعاعية. قد تظهر الأورام الغضروفية الداخلية بالترافق مع الأورام الغضروفية العظمية. يشمل التشخيص التفريقي الأورام الغضروفية العظمية الوراثية، وهي حالة تتأثر فيها العظام الطويلة وتبتعد فيها الآفات عن المفاصل أو صفائح النمو. قد تسبب هذه الحالة أيضًا تقاصر العظام المصابة أو تشوهها. يمكن تقديم الاستشارة الجينية للمرضى وعائلاتهم بسبب الطبيعة الوراثية لهذا المرض. يمثل كشف التتالي الجيني لكامل المنطقة المشفرة للمرض والتحليل المتغاير الموجه وتحليل الحذف والاستنساخ الجيني وتحليل التسلسل المورثي للإكسونات المنتقاة المرافقة للمرض بعض الاختبارات الجينية المتاحة لتشخيص التحول الورامي الغضروفي.

## العلاج والتدبير
لا يترافق التحول الورامي الغضروفي عادةً مع الألم، وفي حالات عديدة يهجع المرض تلقائيًا بعد العقد الأول أو الثاني من الحياة. لا يشكو أغلب المرضى من أية أعراض، وهذا يلغي الحاجة للتداخل الطبي. يمكن اللجوء إلى الجراحة لإزالة الأورام العظمية الغضروفية في الحالات الشديدة مثل سوء التزوي الشديد في أصابع اليدين والقدمين.

## الجينات
ينتقل التحول الورامي الغضروفي بوراثة جسدية قاهرة، أي يحتاج إلى نسخة واحدة فقط من المورثة المعيبة لحدوث المرض. يرتبط حدوث الاضطراب بحذف الزوج القاعدي 11 في الإكسون الرابع من مورثة PTPN11 (12q24.13). يؤدي هذا الحذف إلى طفرة إزاحة الإطار ما يسبب طفرةً لاغيةً مع كودون إيقاف باكر، وهذا يقود إلى نقص شديد في إنتاج بروتين مورثة التيروزين فوسفاتاز SHP-2 وخسارة في وظيفته.
يؤدي SHP-2 دورًا هامًا في تنظيم التعبير عن جين القنفذ الهندي (آي إتش إتش) الذي يترافق مع تمايز الخلايا الغضروفية (خلايا نوعية في النسيج الغضروفي). يبدي المصابون بالتحول الورامي الغضروفي عمومًا مستويات مرتفعةً من التعبير عن جين القنفذ الهندي الذي يُعتقد أنه مسؤول عن نمو الورم.
نظرًا إلى أن الطفرات تسبب خسارةً في وظيفة البروتين وتنتقل وفق نموذج وراثي سائد، يُفترض أن الأفراد متماثلي الألائل المتعلقة بهذا الاضطراب سيبدون أعراضًا أشد من المرضى متغايري الألائل رغم عدم وجود بيانات كافية تقيم هذه الادعاءات بسبب ندرة المرض. بالمقابل، يبدي بعض الأفراد متغايري الصيغة الصبغية تأثيرات بسيطة تؤدي إلى تصنيف المرض على أنه ناقص النفوذ. لم يُفهم السبب الدقيق وراء ذلك، لكنه قد يعود إلى وجود عوامل أخرى تؤثر على التعبير عن جين القنفذ الهندي.

## الوبائيات
التحول الورامي الغضروفي داء نادر الحدوث ينتشر بنسبة 1:1,000,000 بين البشر. كُشف ما يقل عن 40 حالةً في أنحاء العالم حتى التاريخ الحالي.